# クヌルフ
クヌルフ（Knurów [ˈknuruf]、ドイツ語: Knurow）は、カトヴィツェの近くのポーランド南部シロンスク県の町。220万人の人口を持つポーランド最大の大都市圏・上シレジア都市圏連合（en:Upper Silesian Metropolitan Union）の境界でもある。
クヌルフはシレジア高地に位置し、オーデル川の支流のBierawka川が流れる。

## 歴史
行政上、1999年よりシロンスク県に属している。以前はカトウィツェ県に属していた。クヌルフは270万人のカトヴィツェ都市圏の都市の一つであり、約529万4000人が住む大シレジア都市圏の中にある。2019年の人口は38,310人である。

## ギャラリー

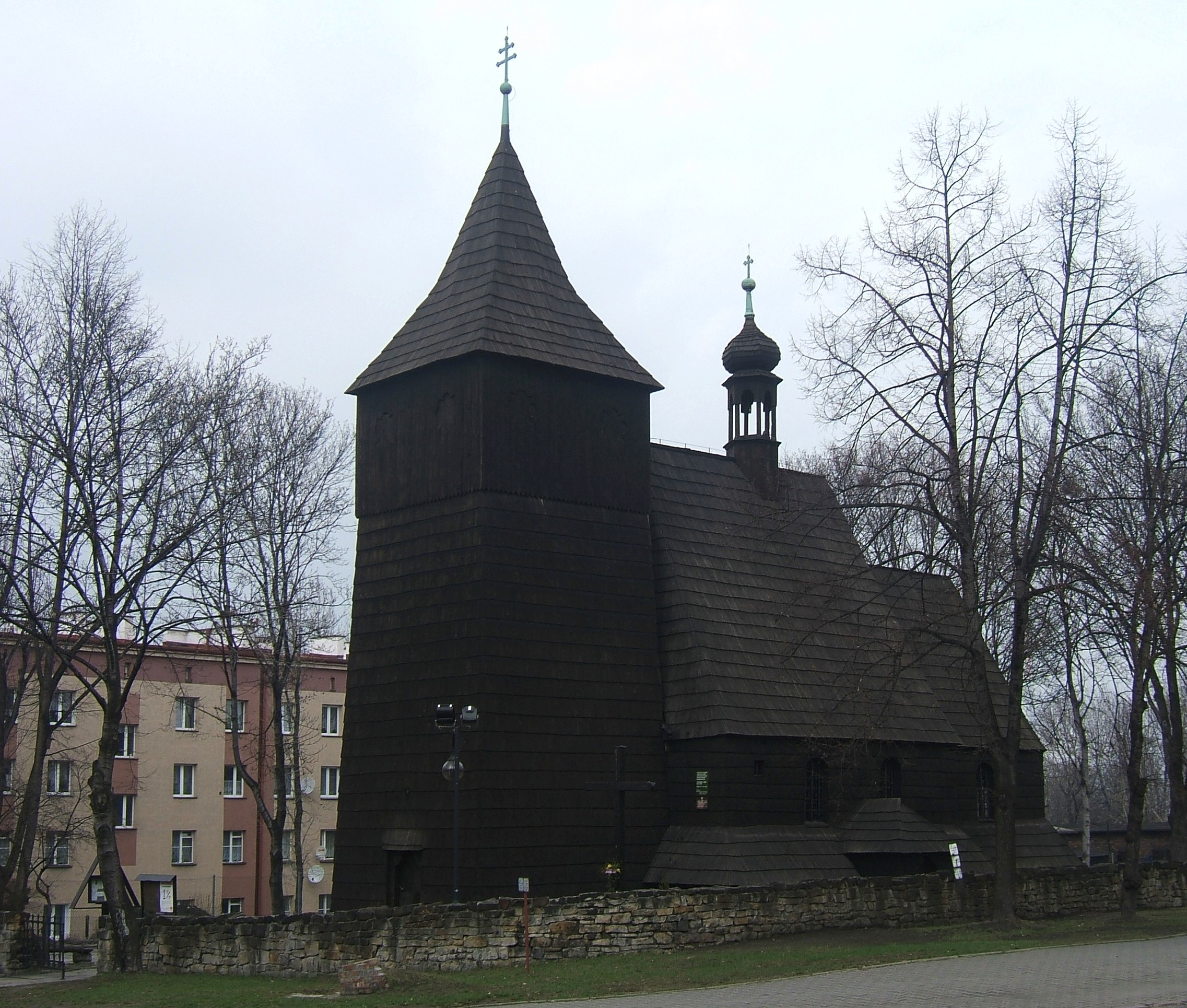
16世紀に建てられたクヌルフの教会
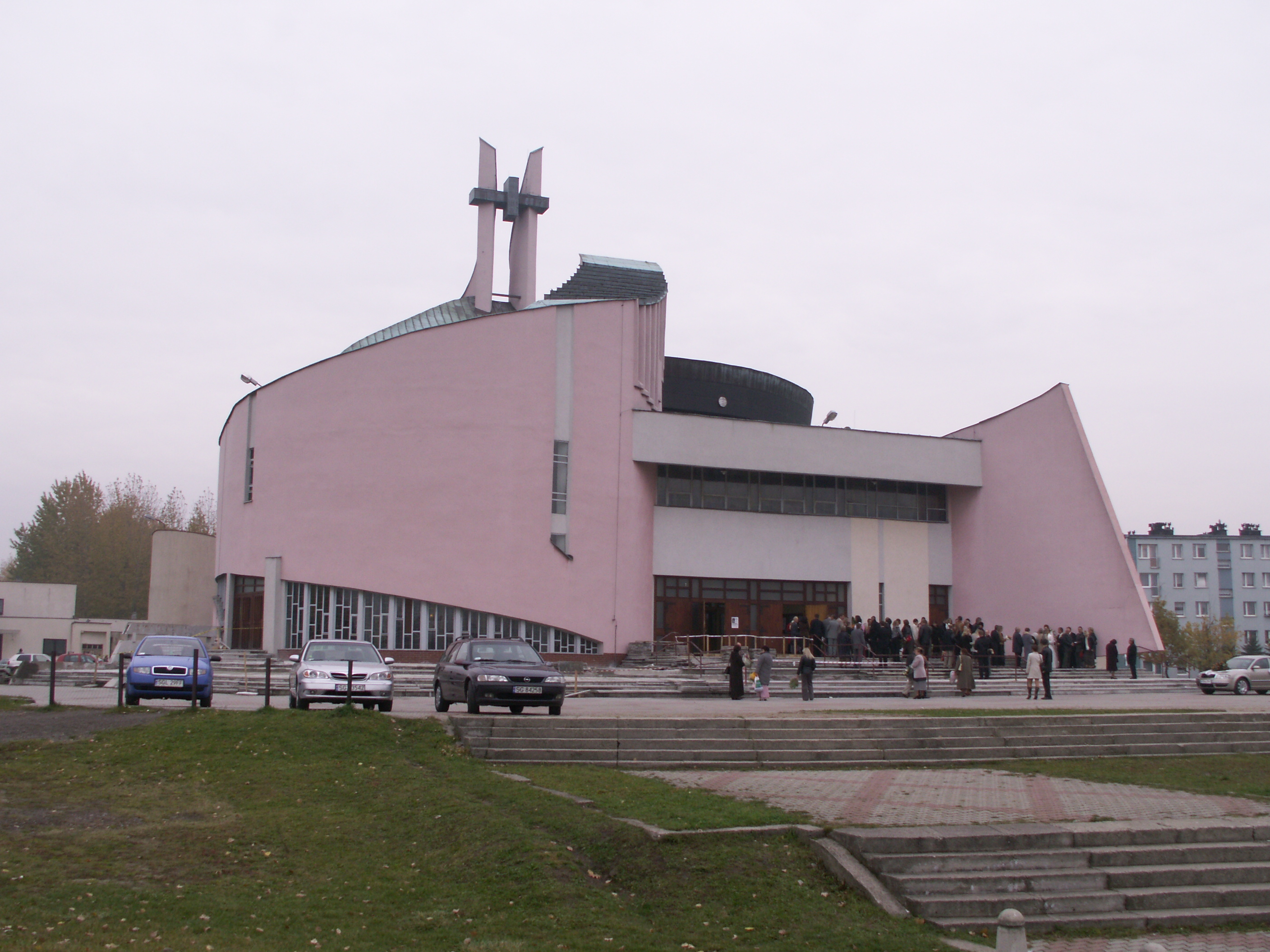
現代の教会